# Sven Agge
Sven Ingvar Agge, född den 16 juni 1925 i Siljansnäs i Dalarna, död 5 februari 2004 i Siljansnäs, var en svensk skidskytt som tävlade för Leksands Skyttegille.
Vid de andra världsmästerskapen i skidskytte, 1959 i Courmayeur, tog Agge en bronsmedalj över distansen 20 kilometer, efter två åkare ifrån Sovjet. Agge ingick även med i det svenska laget tillsammans med Adolf Wiklund och Sture Ohlin som kom tvåa i den inofficiella VM-stafetten 1959. Agge deltog även i de olympiska vinterspelen 1960 i Squaw Valley där han placerade sig på en 16:e plats.
I september 2013 valdes han in i Svenskt skidskyttes Hall of Fame.
Sven Agge är begravd på Siljansnäs kyrkogård.